# Ломовка (село, Арзамасский район)
Ломо́вка — село в Арзамасском районе Нижегородской области Российской Федерации. В рамках организации местного (муниципального) самоуправления входит в состав городского округа город Арзамас.

## География
Находится в лесостепной зоне:20, в 22 км (по шоссе) на север от Арзамаса и в 0,65 км от посёлка Ломовка.
Местность в орогидрографическом отношении относится к западной
части Приволжской возвышенности и представляет собой приподнятую равнину,
расчленённую системами рек, относящихся к бассейну р.р. Оки и Волги:25. На территории села два водоёма. Крупнейший — пруд Синий, устроенный на одном из притоков реки Серёжа.
Климат, как и во всем районе, умеренно-континентальный:20.
На 2023 год числятся 3 улицы: Волчихинская, Заречная и Прогонная.

## История
Входило село до 1 января 2023 года в состав Ломовского сельсовета Арзамасского муниципального района. После их упразднения входит в состав городского округа город Арзамас.

## Население
| 1999 | 2002 | 2010 |
| ---- | ---- | ---- |
| 96   | ↘70  | ↘51  |

## Инфраструктура
Личное подсобное хозяйство с зоной сельскохозяйственного использования, индивидуальная застройка усадебного типа.
Основа экономики — сельское хозяйство.

## Достопримечательности
Памятник «Односельчанам, павшим на фронтах Великой Отечественной войны».

## Транспорт
Село доступно автотранспортом через посёлок Ломовка.